# デンマーク国立銀行
デンマーク国立銀行（デンマークこくりつぎんこう、デンマーク語：Danmarks Nationalbank）は、デンマークの中央銀行。

## 概要
デンマーク国立銀行は欧州中央銀行制度 (ESCB) に参加しているが、デンマークはユーロ圏に含まれておらず、通貨クローネが発行されている。
デンマーク国立銀行は1818年8月1日にフレデリク6世によって設立された。当時個人銀行として設立されたデンマーク国立銀行は90年間に渡って通貨発行についての独占権が与えられ、その後1907年から1938年の間に権限が拡張されていった。1914年には唯一デンマーク政府の銀行（国庫の出納事務を行う銀行）となり、1936年には政府から完全に独立した。
独立した信用ある機関としてのデンマーク国立銀行の目的は、通貨クローネの安定を確保することである。
理事会は金融政策に対する全責任を負っている。理事会は3名で構成され、その議長は国王が、ほかの2人は役員会がそれぞれ任命する。2022年現在、その議長である総裁はラーシュ・ローデが務めている。
デンマーク国立銀行はデンマーク中央政府の債務管理に関するすべての機能を担っている。その責任の区分は財務省と国立銀行との間での取り決めで定められている。　

## 金融政策
2015年2月上旬の段階でデンマーク国立銀行の預金準備は約5600億デンマーククローネに達し、これはデンマークのGDPの30%に匹敵する額であった。デンマーク国立銀行はデンマーククローネをユーロとペグさせており、為替相場では1ユーロ約7.4デンマーククローネで推移している。
しかし安全資産としてデンマーククローネが投資家たちの優先的ポートフォリオ対象となっていることやECBが量的緩和政策を採ったことなどを背景として、デンマーククローネの増価が予測されている。安全資産の象徴としてデンマークの10年ものの国債の利率は2015年1月下旬の時点で0.16%と世界トップクラスの低水準となり、これは日本国債の利率0.36%やドイツの0.31%を下回るほどである。
デンマーク国立銀行側は、レート維持のためにデンマーククローネの無制限供給が可能だとしている。スイスも類似した状況にあり、スイス国立銀行の準備預金はピーク時にはスイスGDPの8割にまで達した。スイス国立銀行が導入したマイナス金利はスイスフラン安誘導の狙いがあった。デンマーク国立銀行もマイナス0.5%程度の金利にしているが、更なる利子率低下も予測されている 。

## ロゴ
デンマーク国立銀行のロゴには、デンマーク、シュレースヴィヒ、ホルシュタインのそれぞれの徽章が描かれていた19世紀当時のデンマークの国章が使用されている。ただデンマークはシュレースヴィヒとホルシュタインを1864年の第二次シュレースヴィヒ＝ホルシュタイン戦争で失っており、そのためデンマーク国立銀行だけがこの徽章をデンマークの機関として使用している。19世紀末以降、デンマーク国立銀行が鋳造する硬貨にはハートの形のミントマークが刻まれているが、それ以前はクリスチャン5世の王冠が使用されていた。